# KBO 안타상
KBO 안타상은 연말 KBO 리그 시상식에서 해당 연도 정규 리그의 안타 1위에게 수여하는 상이다. 프로야구 출범 시에는 공식 타이틀이 아니었지만 1990년 시즌부터 타이틀 수상을 시작하였다. 기존 명칭은 한국프로야구 최다안타상이었으나 KBO의 브랜드 아이덴디티 통합 작업에 따라 2015년 시즌부터 "KBO 안타상"이라는 새로운 명칭을 사용하게 되었다.

## 연도별 수상자
| 연도                   | 이름       | 소속            | 안타 | 비고                                     |
| ---------------------- | ---------- | --------------- | ---- | ---------------------------------------- |
| 1982년                 | 백인천     | MBC 청룡        | 103  |                                          |
| 1983년                 | 박종훈     | OB 베어스       | 117  |                                          |
| 1983년                 | 장효조     | 삼성 라이온즈   | 117  |                                          |
| 1984년                 | 홍문종     | 롯데 자이언츠   | 122  |                                          |
| 1985년                 | 김성한     | 해태 타이거즈   | 133  |                                          |
| 1986년                 | 이광은     | MBC 청룡        | 124  |                                          |
| 1987년                 | 이정훈     | 빙그레 이글스   | 124  |                                          |
| 1988년                 | 김성한     | 해태 타이거즈   | 131  |                                          |
| 1989년                 | 이강돈     | 빙그레 이글스   | 137  |                                          |
| 1990년부터 안타상 신설 |            |                 |      |                                          |
| 1990년                 | 이강돈     | 빙그레 이글스   | 146  |                                          |
| 1991년                 | 장종훈     | 빙그레 이글스   | 160  | 단일 시즌 최초로 150안타 달성            |
| 1992년                 | 이순철     | 해태 타이거즈   | 152  |                                          |
| 1993년                 | 김형석     | OB 베어스       | 147  |                                          |
| 1994년                 | 이종범     | 해태 타이거즈   | 196  |                                          |
| 1995년                 | 최태원     | 쌍방울 레이더스 | 147  |                                          |
| 1996년                 | 양준혁     | 삼성 라이온즈   | 151  |                                          |
| 1997년                 | 이승엽     | 삼성 라이온즈   | 170  |                                          |
| 1998년                 | 양준혁     | 삼성 라이온즈   | 156  |                                          |
| 1999년                 | 이병규     | LG 트윈스       | 192  |                                          |
| 2000년                 | 이병규     | LG 트윈스       | 170  |                                          |
| 2000년                 | 장원진     | 두산 베어스     | 170  |                                          |
| 2001년                 | 이병규     | LG 트윈스       | 167  |                                          |
| 2002년                 | 마해영     | 삼성 라이온즈   | 172  |                                          |
| 2003년                 | 박한이     | 삼성 라이온즈   | 170  |                                          |
| 2004년                 | 홍성흔     | 두산 베어스     | 165  | 포수 최초 안타왕                         |
| 2005년                 | 이병규     | LG 트윈스       | 157  | 개인 통산 4번째 안타왕(역대 최다)        |
| 2006년                 | 이용규     | KIA 타이거즈    | 154  |                                          |
| 2007년                 | 이현곤     | KIA 타이거즈    | 153  |                                          |
| 2008년                 | 김현수     | 두산 베어스     | 168  | 최연소 안타왕(만 20세)                   |
| 2009년                 | 김현수     | 두산 베어스     | 172  |                                          |
| 2010년                 | 이대호     | 롯데 자이언츠   | 174  | 타격 7관왕                               |
| 2011년                 | 이대호     | 롯데 자이언츠   | 176  |                                          |
| 2012년                 | 손아섭     | 롯데 자이언츠   | 158  |                                          |
| 2013년                 | 손아섭     | 롯데 자이언츠   | 172  |                                          |
| 2014년                 | 서건창     | 넥센 히어로즈   | 201  | 단일 시즌 최초로 200안타 달성            |
| 2015년                 | 유한준     | 넥센 히어로즈   | 188  |                                          |
| 2016년                 | 최형우     | 삼성 라이온즈   | 195  |                                          |
| 2017년                 | 손아섭     | 롯데 자이언츠   | 193  |                                          |
| 2018년                 | 전준우     | 롯데 자이언츠   | 190  |                                          |
| 2019년                 | 페르난데스 | 두산 베어스     | 197  | 역대 최초 외국인 타자 안타왕             |
| 2020년                 | 페르난데스 | 두산 베어스     | 199  | 역대 최초 2년 연속 190안타 달성          |
| 2021년                 | 전준우     | 롯데 자이언츠   | 192  | 우타자 최초 190안타 2회 달성             |
| 2022년                 | 이정후     | 키움 히어로즈   | 193  |                                          |
| 2023년                 | 손아섭     | NC 다이노스     | 187  | 개인 통산 4번째 안타왕(이병규와 공동)    |
| 2024년                 | 레이예스   | 롯데 자이언츠   | 202  | 단일 시즌 최다 안타, 역대 두번째 200안타 |